# Puybegon
Puybegon – miejscowość i gmina we Francji, w regionie Oksytania, w departamencie Tarn.
Według danych na rok 1990 gminę zamieszkiwało 510 osób, a gęstość zaludnienia wynosiła 27 osób/km² (wśród 3020 gmin regionu Midi-Pireneje Puybegon plasuje się na 583. miejscu pod względem liczby ludności, natomiast pod względem powierzchni na miejscu 595.).